# 翁拉弛·伽尼西邦佩
翁拉弛·伽尼西邦佩（วรชิต กนิตศรีบำเพ็ญ，1997年8月24日—），泰国足球运动员，司职中场。現效力於泰超俱乐部BG巴吞联，也代表泰国国家足球队。